# آنتون سینسوف
آنتون سینسوف (انگلیسی: Anton Sintsov؛ زادهٔ ۲۹ مهٔ ۱۹۹۱ ‏(۳۳ سال)) دوچرخه‌سوار اهل روسیه است.